# 大翔鳳昌巳
大翔鳳 昌巳（だいしょうほう まさみ、1967年5月7日 - 1999年12月4日）は、北海道札幌市豊平区平岸出身で立浪部屋に所属した大相撲力士。本名は村田 昌巳（むらた まさみ）。最高位は東小結。全盛期の体格は187cm、144kg。得意手は突っ張り、右四つ、寄り、上手投げ。現役時代はその人柄の良さと礼儀正しさで好感力士として知られた。

## 経歴
相撲で19回も北海道代表として国体に出場した父の指導で、中学生の頃から相撲を始める。北海高等学校時代には北海道代表として国体に出場した（兄もバスケットボールで出場を果たす）。日本大学でも相撲部に所属。上位入賞の常連だったが、学生横綱などのビッグタイトルとは無縁であり、タイトルはわずか1冠。大学卒業後にプロの力士を志し、大学時代に出稽古に行き、かつ先輩の大翔山が所属していた立浪部屋に入門する。
1990年1月場所幕下付出で初土俵。1991年1月場所新十両、7月場所新入幕。「大翔鳳」の四股名は日本大学相撲部の田中英壽監督と立浪親方（元関脇・安念山（のちの羽黒山））が命名した。北海道勢の中でも札幌市出身関取は大翔鳳が史上初であると報道されたことがあり、それに従えば札幌出身者の新入幕もまた大翔鳳が初めてであったということになる。しかし、実際には北ノ國や田代岩などの関取が大翔鳳よりも前に札幌市から誕生している。
1992年9月場所には前頭8枚目で貴花田（のちの貴乃花）と終盤まで優勝を争い、11勝4敗の好成績で初の三賞（敢闘賞）を受賞。この場所の中日には右からの張り手で貴闘力をKOした。「事実上の優勝決定戦」と言われた12日目の貴花田戦は敗れはしたが時津風理事長から「相撲を覚えたな」と絶賛された。1993年1月場所小結に昇進。同年11月場所に足を負傷してからは不本意な成績が増えたが、1995年1月場所は前頭11枚目で11勝を挙げて敢闘賞（2度目）を受賞。同年3月場所には再度小結に返り咲いた。しかし前頭筆頭だった1996年11月場所は、ケガの影響でわずか1勝しかできず、次の1997年1月場所でも左腕の負傷により途中休場し十両に陥落。
その後も幕内復帰を目指して十両の地位で相撲を取り続けていたが、1999年3月場所後に体調を崩し精密検査を受けたところ、膵臓がんが発見された（当初は本人には告知されず、急性膵炎との診断だった）。これ以上力士を続けては危ないと考えて翌5月場所を全休し、同年6月11日付けで引退し準年寄・大翔鳳となった。その後は入院しながら闘病生活を送っていた。大翔鳳はタバコを吸わず酒もほんの付き合い程度で普段から健康に関する本を読んでいたため、膵臓がんに関しては「どうしてこの力士が病魔に襲われたのか」と意外の意をもって受け止められた。
1999年10月3日に、高輪プリンスホテルで「時機を逸するといけないから」と、日本大学時代の同級生で親友でもあった舞の海らによって、急遽断髪式が行われた。断髪式には師匠の立浪ら大相撲関係者、KONISHIKI、同郷の北海道出身であり大翔鳳自身がファンであった大黒摩季ら300人が参加した。闘病の影響からか、140キロ以上あった体重は90キロ程までに激減し、断髪式当日には髷さえなければ元力士とは思えないほどに痩せてしまっていた。整髪後の挨拶では病気の克服を出席者の前で誓っていたが、その断髪式からわずか2か月後の同年12月4日、治療の甲斐もなく膵臓がんにより死去。32歳没。
遺体は終末期に本人が帰りたがっていた故郷に運ばれ、7日の葬儀の前には、大翔鳳がしきりに歌っていた北海高の校歌が流され、棺の中には大黒摩季のCDや愛車のベンツの最新モデルのカタログなども入れられた。舞の海も参列する予定だったが、新千歳空港が大雪で閉鎖され、参列できなかった。葬儀委員長を務めた当時の北海高校校長は「四股名の通り、天国で鳳のように大きく飛翔してください」と言葉を贈った。
後に十両昇進を果たした後輩力士が、NHK大相撲の新十両インタビューにおいて「（大翔鳳に）昇進を伝えられるものなら伝えたい」というコメントを残していた。また、後輩として入門した智ノ花が取的時代、思わず大学の先輩に戻って指導してしまった時にも、真剣に聞いていたという。
なお、大翔鳳と同じく1967年度生まれで40代までに死去した元幕内力士は、龍興山（22歳没）・剣晃（元小結・30歳没）・大輝煌（41歳没）がいるが、そのうち龍興山と剣晃の2人は現役時代に死去した。
日大時代の恩師である田中監督の妻はJR中央線阿佐ケ谷駅南口前で「大翔鳳」というちゃんこ料理屋（現在は「たなか」に改称）を経営していて、実子のいない監督夫妻は大翔鳳を養子に迎えようという意向があったとも言われている。

## 生涯成績
- 通算成績：369勝380敗58休 勝率.493
- 幕内成績：222勝261敗27休 勝率.460
- 現役在位：57場所
- 幕内在位：34場所
- 三役在位：3場所(小結3場所）
- 三賞：2回
  - 敢闘賞：2回（1992年9月場所、1995年1月場所）
- 各段優勝：十両優勝1回（1991年5月場所）

| | 一月場所 初場所（東京） | 三月場所 春場所（大阪） | 五月場所 夏場所（東京）  | 七月場所 名古屋場所（愛知） | 九月場所 秋場所（東京） | 十一月場所 九州場所（福岡） |
| --- | ----------------------- | ----------------------- | ------------------------ | --------------------------- | ----------------------- | --------------------------- |
| 1990年 （平成2年） | 幕下付出60枚目 6–1      | 東幕下32枚目 5–2        | 東幕下17枚目 5–2         | 東幕下10枚目 5–2            | 東幕下4枚目 5–2         | 東幕下筆頭 5–2              |
| 1991年 （平成3年） | 西十両12枚目 11–4       | 東十両6枚目 10–5        | 東十両2枚目 優勝 11–4    | 西前頭13枚目 8–7            | 東前頭10枚目 6–9        | 西前頭12枚目 7–8            |
| 1992年 （平成4年） | 東前頭14枚目 8–7        | 西前頭9枚目 9–6         | 東前頭4枚目 8–7          | 西前頭2枚目 5–10            | 西前頭8枚目 11–4 敢     | 東前頭筆頭 9–6              |
| 1993年 （平成5年） | 東小結 4–11             | 東前頭5枚目 6–9         | 東前頭9枚目 8–7          | 東前頭5枚目 5–10            | 西前頭10枚目 9–6        | 東前頭3枚目 6–8–1           |
| 1994年 （平成6年） | 西前頭5枚目 休場 0–0–15 | 西前頭5枚目 3–12        | 西前頭14枚目 9–6         | 西前頭7枚目 6–9             | 東前頭13枚目 8–7        | 東前頭7枚目 6–9             |
| 1995年 （平成7年） | 西前頭11枚目 11–4 敢    | 西小結 5–10             | 東前頭3枚目 5–10         | 東前頭7枚目 6–9             | 西前頭10枚目 6–9        | 西前頭14枚目 10–5           |
| 1996年 （平成8年） | 西前頭8枚目 7–8         | 西前頭10枚目 8–7        | 西前頭4枚目 10–5         | 西小結2 2–13                | 西前頭5枚目 8–7         | 東前頭筆頭 1–14             |
| 1997年 （平成9年） | 東前頭14枚目 2–2–11     | 西十両6枚目 休場 0–0–15 | 東十両6枚目 5–10         | 西十両11枚目 8–7            | 東十両9枚目 8–7         | 東十両4枚目 5–10            |
| 1998年 （平成10年） | 東十両9枚目 8–7         | 東十両7枚目 10–5        | 東十両3枚目 5–9–1        | 東十両9枚目 8–7             | 西十両7枚目 8–7         | 西十両4枚目 5–10            |
| 1999年 （平成11年） | 西十両10枚目 9–6        | 東十両5枚目 5–10        | 東十両10枚目 休場 0–0–15 | 西幕下10枚目 引退 –         | x                       | x                           |
| 各欄の数字は、「勝ち-負け-休場」を示す。 優勝 引退 休場 十両 幕下 三賞：敢=敢闘賞、殊=殊勲賞、技=技能賞 その他：★=金星 番付階級：幕内 - 十両 - 幕下 - 三段目 - 序二段 - 序ノ口 幕内序列：横綱 - 大関 - 関脇 - 小結 - 前頭（「#数字」は各位内の序列） |                         |                         |                          |                             |                         |                             |

### 幕内対戦成績
| 力士名   | 勝数 | 負数 | 力士名   | 勝数 | 負数 | 力士名   | 勝数 | 負数 | 力士名   | 勝数 | 負数 |
| -------- | ---- | ---- | -------- | ---- | ---- | -------- | ---- | ---- | -------- | ---- | ---- |
| 蒼樹山   | 1    | 3    | 安芸乃島 | 5    | 12   | 曙       | 1    | 7    | 朝乃翔   | 1    | 4    |
| 朝乃若   | 5    | 5    | 旭里     | 0    | 1    | 旭豊     | 3    | 2    | 板井     | 1    | 0    |
| 恵那櫻   | 1    | 0    | 巨砲     | 1    | 1    | 大若松   | 1    | 1    | 小城錦   | 6    | 7    |
| 小城ノ花 | 7    | 1    | 魁皇     | 1    | 3    | 春日富士 | 3    | 6    | 巌雄     | 1    | 1    |
| 北勝鬨   | 2    | 7    | 旭豪山   | 1    | 0    | 旭鷲山   | 0    | 1    | 旭道山   | 7    | 6    |
| 鬼雷砲   | 6    | 7    | 霧島     | 3    | 7    | 起利錦   | 1    | 3    | 久島海   | 2    | 7    |
| 剣晃     | 2    | 3    | 琴稲妻   | 5    | 8    | 琴ヶ梅   | 3    | 2    | 琴椿     | 4(1) | 1    |
| 琴錦     | 2    | 10   | 琴ノ若   | 7    | 3    | 琴富士   | 6    | 1    | 琴別府   | 7    | 7(1) |
| 小錦     | 8    | 6    | 逆鉾     | 2(1) | 2    | 大至     | 5    | 4    | 大善     | 6    | 4    |
| 貴闘力   | 8    | 5    | 貴ノ浪   | 1    | 14   | 貴乃花   | 2    | 10   | 孝乃富士 | 1    | 1    |
| 隆三杉   | 8    | 6    | 玉海力   | 2    | 1    | 玉春日   | 1    | 2    | 常の山   | 0    | 1    |
| 寺尾     | 4    | 4    | 時津洋   | 4    | 2    | 土佐ノ海 | 1    | 0    | 栃乃和歌 | 7    | 1    |
| 巴富士   | 4    | 2    | 豊ノ海   | 2    | 5    | 浪乃花   | 6    | 3    | 花ノ国   | 1    | 0    |
| 濱ノ嶋   | 3    | 4    | 舞の海   | 6    | 6    | 三杉里   | 5    | 8    | 水戸泉   | 8    | 8    |
| 湊富士   | 1    | 6    | 武蔵丸   | 4    | 5    | 武双山   | 2    | 2    | 大和     | 1    | 0    |
| 力櫻     | 0    | 1    | 両国     | 1    | 2    | 若翔洋   | 6    | 4(1) | 若瀬川   | 1    | 1    |
| 若乃花   | 4    | 11   | 和歌乃山 | 4    | 0    |          |      |      |          |      |      |

## 改名歴
- 村田 昌巳（むらた まさみ）1990年1月場所-1990年11月場所
- 大翔鳳 昌巳（だいしょうほう まさみ）1991年1月場所-1999年7月場所

## 年寄変遷
- 大翔鳳 昌巳（だいしょうほう まさみ）1999年7月-1999年12月（準年寄）